# 98 (số)
98 (chín mươi tám) là một số tự nhiên ngay sau 97 và ngay trước 99.